# Majdal Yaba
Majdal Yaba fou una població dels palestins d'Israel, situada a 8,5km al nord-est de Ramla i a 4 km a l'est de Jaffa, que fou despoblada el 12 de juliol del 1948, durant la guerra araboisraeliana. El nombre de persones que marxaren buscant refugi s'estima en 1.763. El 1950 el govern d'Israel creà en el seu lloc la ciutat de Roix Ha-Àyin i tres anys després s'establí el quibuts de Givat HaShlosha. El lloc va estar habitat des del 3000 aC. Els egipcis l'anomenaven Aphek. Els cananeus la conqueriren als israelites i després fou territori dels filisteus. Els romans l'anomenaren Antipatris. En l'època de les croades, hi construïren una fortalesa que anomaren Mirabel. Des que fou conquerida pels musulmans el seu nom passà a ser Majdal Yaba, llevat del període otomà en què l'anomenaren Majdal Sadiq.

## Història

### Antiguitat
En aquest lloc hi hagué una ciutat emmurallada el 3000 aC, que és esmentada com a Aphek en les llistes de proscripció de l'antic Egipte del segle xix aC i també en la llista topogràfica del faraó Tuthmosis III del segle xv aC. Segons narra la Biblia, els isrraelites comandats per Josuè, conqueriren Aphek als cananeus. Més tard, quan l'exèrcit dels filisteus avançava cap a la ciutat, els israelians l'abandonaren i cercaren refugi en els turons de Samaria. A Aphek hi hagueren dos enfrontaments armats entre filisteus i isrraelians, un  temps del rei Saül, en què el seu fill Jonatan morí al Mont Gilboa i l'altre quan capturaren l'Arca de l'Aliança (1066 aC) Després d'això no torna a ser esmentada en el text sagrat. Hi ha textos assiris i babilonis del segle VII aC en què consta com a ciutat fortificada.
El rei Herodes el Gran, que governà la regió en nom de l'Imperi Romà entre el 37 i el 34 aC, canvià el nom de la ciutat pel d'Antipatris, en memòria del seu pare Antípater, i escollí aquest indret pel seu paisatge que li semblà molt bell, especialment les arbredes vora el naixement del riu. Antipatris esdevingué un important punt en el camí que anava de Jaffa a Jerusalem. L'apòstol sant Pau hi passà una nit quan era transportat de Jerusalem a Cesarea La ciutat quedà devastada durant la primera guerra judeo-romana (66-70 aC) i no es recuperà del desastre fins al segle ii, però l'any 363 patí els efectes d'un terratrèmol.

### Època del Califat
El 27 d'abril del 750, Abdullah ibn Ali, oncle del califa abbàssida As-Saffah sortí cap a Antipatris (Abu Futrus), en plena guerra amb els omeies. El 25 de juny arribà acompanyat de 80 membres dels bàndol enemic, als quals havia convidat a prendre'n possessió creient que aquests acceptarien una rendició sense morts, però malgrat les promeses, els omeies massacraren la població. El 5 d'abril del 885, a la riba del riu Yarkon, Al-Mútadid s'enfrontà amb Khumàrawayh ibn Àhmad ibn Tulun en l'anomenada batalla dels Molins. Al-Mútadid fou el vencedor i Khumarawayh fugí a Egipte, encara que posteriorment, l'exèrcit d'Al-Mútadid fou derrotat i fugí a Damasc.
El 975 unes tropes de l'Egipte fatimita, comandades per Al-Aziz derrotaren el general Aftakin d'Alep, que estava al servei dels hamdànides, en una batalla vora el riu, a prop de Majdal Yaba.

### Períodes croat, aiúbida i mameluc

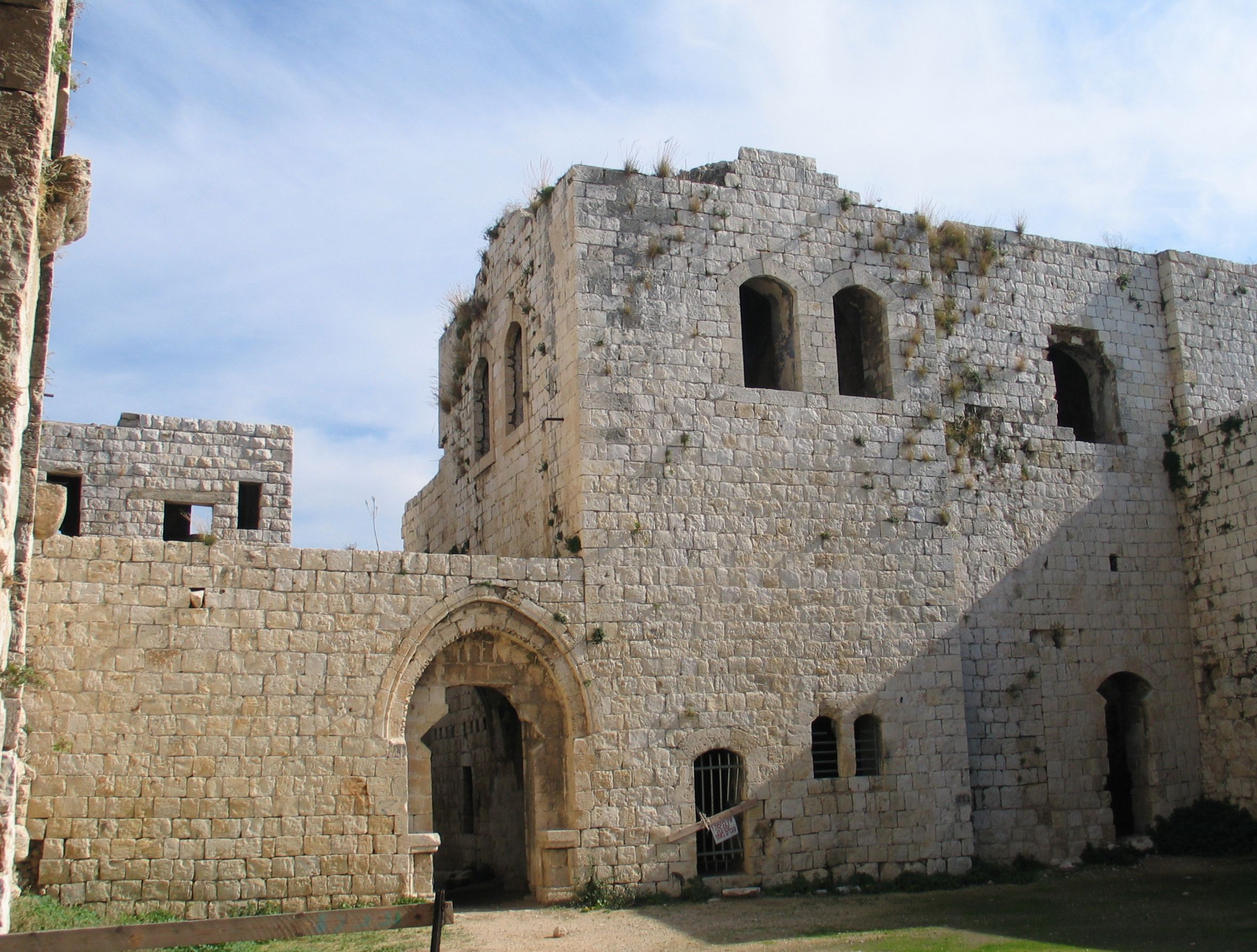
Ruines el castell de Mirabel

Els croats conqueriren el territori musulmà del Llevant el 1099, fundaren diversos estats i per defensar-los construïren fortaleses. La fortalesa de Majdal Yaba, edificada el 1152, rebé el nom de Mirabel. La primera construcció es feu per ordre de Manassès de Hierges, però aquest es rebel·là contra el rei Balduí III de Jerusalem -governant el senyoriu de manera independent entre 1162 i 1171- i el rei traspassà el castell a Balduí d'Ibelin. El 1166, les terres pertanyents al castell i els seus camps de conreu foren donades a l'església de Sant Joan Baptista de Nablus.
El 1156, Ussama ibn Múnqidh escriví sobre la tirania amb què governava Majdal Yaba un senyor cristià anomenat Hug d'Ibelin: imposava taxes excessives als musulmans els quals havien de pagar quatre vegades més que els seus veïns cristians. Els habitants de quatre viles, entre les quals estava la família del místic Ibn Qudamah, abandonaren el lloc el 1156 i emigraren a Damasc, on fundaren el barri d'Al-Salihiyah.
El 1177, Saladí inicià la campanya de conquesta del sud de Palestina, per a la qual cosa li convenia capturar el castell de Mirabel, que protegia el camí entre Jaffa i Jerusalem. El juliol del 1187, el germà de Saladí, Al-Àdil I, conquerí Mirabel i, a diferència d'altres fortaleses, no la destruí. Segons E.G. Rey, entre les ruines del que actualment es conserva, hi ha les restes d'una església del segle xii, de les quals T. A. Archer n'havia parlat. El cronista Bahà-ad-Din ibn Xaddad anotà que, els anys 1191-92, Saladí usà aquesta fortalesa com a base per llançar atacs contra els croats, tot i que no l'habità sinó que muntà un campament a sota. Tanmateix, Saladí, després de ser derrotat en la batalla d'Arsuf manà que enderroquessin els murs de Mirabel. Durant el govern de la dinastia aiúbida, l'any 1226, el geògraf Yaqut al-Hamawí l'esmentà com a Majdal Yafa, que vol dir «Torre de Jaffa», probablement degut a la seva proximitat a la ciutat de Jaffa i que és el nom que es conserva en l'actualitat.
El juny del 1240 marcà l'arribada d'un grup de croats anglesos, comandats per Ricard de Cornualla, germà del rei Enric III i cunyat de l'emperador Frederic II. As-Sàlih Ayyub, soldà de Egipte, li oferí un tractat que complementaria l'anterior acordat entre Teobald I de Navarra i el soldà d'Egipte. Segons aquest tractat, reconeixia les concessions fetes pel seu oncle As-Sàlih Ismaïl sobre els territoris de Galilea, Jaffa, Ascaló, Jerusalem, Betlem, però a més incloïa els castells de Mirabel, Tiberíades, Safed, Belvoir i Al-Tur. El 1266, amb la caiguda de Jaffa en poder dels mamelucs, el soldà Bàybars I envià uns caps tribals de Deir Ghassaneh per protegir Majdal Yaba. A finals del segle xiii, el castell de Majdal Yafa quedà abandonat.

### Període otomà

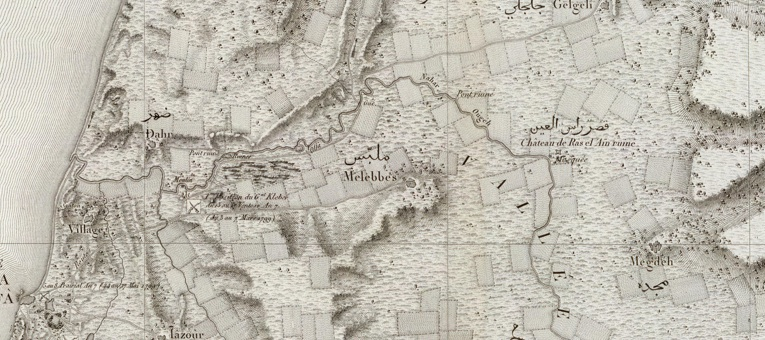
Mapa bilingüe emprat pels francesos durant la invasió del 1799.

Majdal Yaba sembla que tornava a estar habitada quan la regió de Palestina fou incorporada en l'Imperi Otomà a començaments del segle xvi. El seu nom apareix en els registes de taxes (defter) del 1596, on consta com a vila del subdistricte (nàhiya) de Jabal Qubal, part de la comarca de Sanjak Nablus. Els seus habitants havien de pagar una taxa del 33,3% sobre els seus productes, que eren: blat, ordi, ruscs de mel i ramats de cabres; en total 900 akçes. Tot el recaptat era enviat com a waqf. En aquell temps la població consistia en 8 famílies de musulmans, que s'estima serien unes 44 persones. El castell de Majdal Yaba fou reconstruït entre els segles XVIII i xix.
El 3 de març del 1799, el genral Kléber al capdavant de les forces invasores franceses, rebé ordre de posicionar-se al sud del riu Nahar-al-Ougeh, observar els moviments de l'enemic i preparar-se per atacar Acre. El 6 de març envià el general de Damasc, Jean Lannes, a estudiar les muntanyes habitades per la gent de la comarca de Nablús, els quals li semblaren hostils. Segons l'informe, els llançaren roques des de dalt dels turons i la tropa es veié obligada a recular: seixanta francesos van morir i més del doble en van resultar ferits.

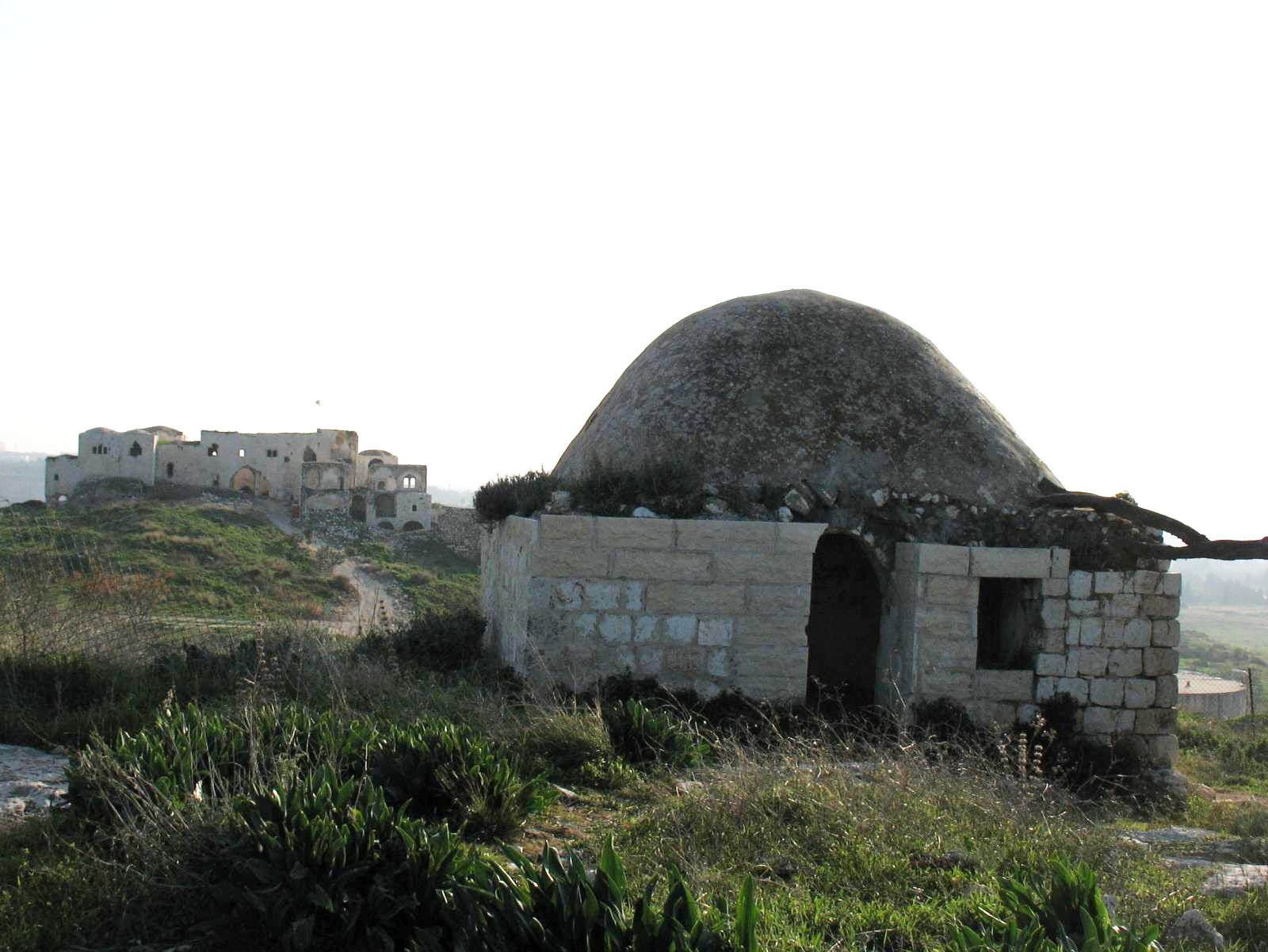
Tomba del xeic Muhammad Al-Sadiq, 2007

Al segle xix, la vila era anomenada Majdal al-Sadiq en honor del xeic Muhammad al-Sadiq al-Jamma'ini, cap local del clan dels Rayyan. Els Rayyan eren una branca de la tribu beduïna dels Bani Ghazi que emigraren a Palestina procedents de Jordània al segle xvii. Segons Eli Smith, el 1843, la fortalesa (anomenada Fortalesa de Rayyan") estava en ruïnes.

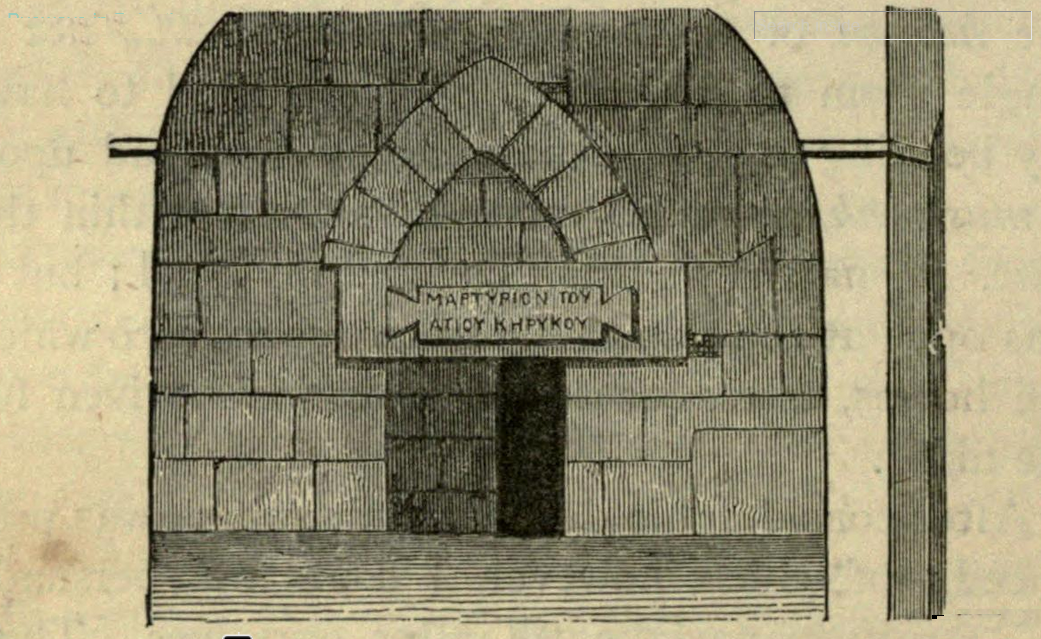
Dibuix fet per Finn el 1850, en què es veuen les inscripcions en grec del castell de Mejdal Yaba: ΜΑΡΤΥΡΙΟΝ ΤΟΥ ΑΓΙΟΥ ΚΗΡΥΚΟΥ, (martiri del sagrat missatger), en referència a sant Quirze.

El 7 de novembre del 1850 James Finn, futur cònsol britànic de Jerusalem, visità la vila i trobà el castell en molt males condicions, s'entrevistà amb la família del xeic Al Sadiq i hi dormí durant una nit, examinà l'església annexa al castell i veié unes inscripcions en grec a la llinda. En sortir, a mitja hora de distància, trobà Ras el 'Ain («Cap de les fonts») lloc que pensà podria ser l'antiga ciutat d'Antipatris.
Quan  Edward Robinson visità la vila el 1852, anotà que la fortalesa havia estat reconstruïda i que servia com a palau per al xeic d'aquell moment. Tanmateix Al-Sadiq, havia estat expulsat pels otomans. En la dècada del 1850, els Rayyan controlaven 22 o 25 viles en la nahiya de Jamma'in Occidental de la província de Sanjak Nablus, i Majdal Yaba era la principal, on tenien la seva llar. Durant aquest temps, estigueren implicats en disputes amb la tribu dels Qasim —que controlaven el Jamma'in Oriental— encara que també pertanyien a la tribu dels Bani Ghazi.
El 1859, Sulayman Rayyan tenia el control sobre Majdal Yaba, i el 1860 la família dels Rayyan perdé la seva influència en tot el districte (sanjaq) quan foren derrotats pels Qasims. Els Rayyan continuaren vivint i governant Majdal Yaba, però la vila deixà de ser un centre de poder. Segons els informes de la Palestine Exploration Fund (SWP), els Rayyan quedaren arruïnats pel govern turc. El famós Victor Guérin passà per aquesta vila el 1870.
Els membres de la SWP que la visitaren el 1873 anotaren l'existència d'un gran edifici de pedra, probablement una antiga església amb una dedicatòria en grec a sant Quirze. El 1882, Majdal Yaba era descrita com a «Una gran i important vila, evidentment antiga, amb tombes antigues i restes d'una església. Construïda sobre una elevació del terreny dalt de la plana, conté una casa o palau per al xeic de gran amplada; fou la seu d'una famosa família que governà la contrada. El subministrament d'aigua procedeix de fonts i cisternes.»
El 1888 es fundà una escola a Majdal Yaba.

### Període del Mandat Britànic

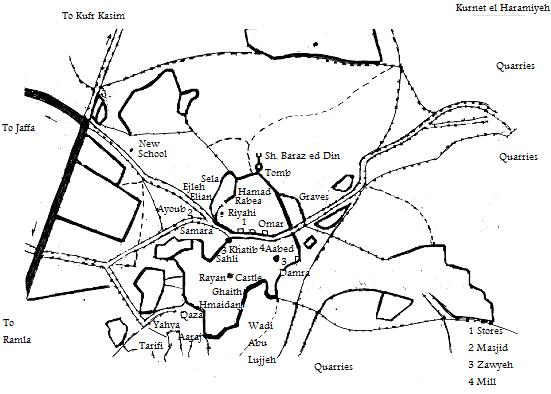
Plànol anterior al 1948 amb la situació de cada família.

Segons el cens de Palestina del 1922 efectuat per les autoriatats del Mandat Britànic de Palestina, hi havien 726 habitants, dels quals 3 eren jueus i 723 musulmans. Aquesta xifra augmnetà en el cens del 1931, fins a 966, tots ells musulmans, i un total de 227 cases. El plànol de la vila tenia forma de paral·lelogram amb les cases construïdes molt juntes entre elles, separades per estrets passadissos. Els edificis eren la majoria de maons de fang i palla i altres de pedra i ciment. Cada veïnat o conjunt de cases estava habitat per una mateixa tribu (hamula) i tenia un diwan per rebre visites i fer reunions. Els Rayyan encara no s'havien recuperat del seu empobriment, igual com els Qasim. El 1935, s'hi construí una mesquita i l'escola que havien fet els otomans tornà a obrir el 1920; en la dècada el 1940 hi assistien 147 alumnes. També hi havia un hospital. L'agricultura seguia sent la base de l'economia, s'hi conreava: blat, panís, hortalisses i sèsam. També hi havia arbres fruiters, sobretot cítrics. Per regar els conreus tenien pous artesians.
En les estadístiques del 1945 Majdal Yaba tenia 1.520 habitants, tots ells musulmans i un total de 26.332 dúnams d'extensió, dels quals 2.481 dúnams eren plantacions de cítrics i plàtans, 110 dúnams eren conreus de regadiu, 13.906 dúnams eren conreus de cereals, i 59 dúnams estaven classificats com a zona urbanitzada.

### Des del 1948
Majdal Yaba formà part del territori destinat a l'estat àrab, segons el pla de repartiment fet per l'ONU el 1947. Durant la guerra, fou ocupat pel Segon Batalló de la Brigada Alexandroni el 12 de juliol del 1948 en l'Operació Danny, després de disputar-la a l'exèrcit iraquià que estigué defensant la vila durant la guerra araboisraeliana del 1948. La veïna vila de Ras al-Ein, deshabitada en la dècada del 1920, també fou capturada. El New York Times informà que les tropes iraquianes no tenien esperança de guanyar el conflicte. La captura de Majdal Yaba suposà el control dels turons al nord de la zona d'operacions i de les fonts del riu Yarkon. El 28 d'agost del 1948 les forces iraquianes provaren de recuperar la vila, però finalment abandonaren.
La població que abandonà la vila el 1948 a causa de la guerra era de 1.763 persones, els descendents dels quals segons les estadístiques del 1998 sumen més de 10.000 refugiats.
La ciutat israeliana de Roix Ha-Àyin es construí el 1950 sobre el que havia estat Majdal Yaba. El 1953, s'hi establí també un quibuts anomenat Givat HaShlosha. Segons l'historiador palestí Walid Khalidi, el 1992 la fortalesa s'estava esfondrant i el monumenent al xeic Muhammad Al-Sadiq tenia esquerdes, però en els darrers anys s'ha començat a restaurar el castell, ja que se l'ha inclòs dins del parc i reserva natural nacional de Migdal Afek.